# Андроцентризм

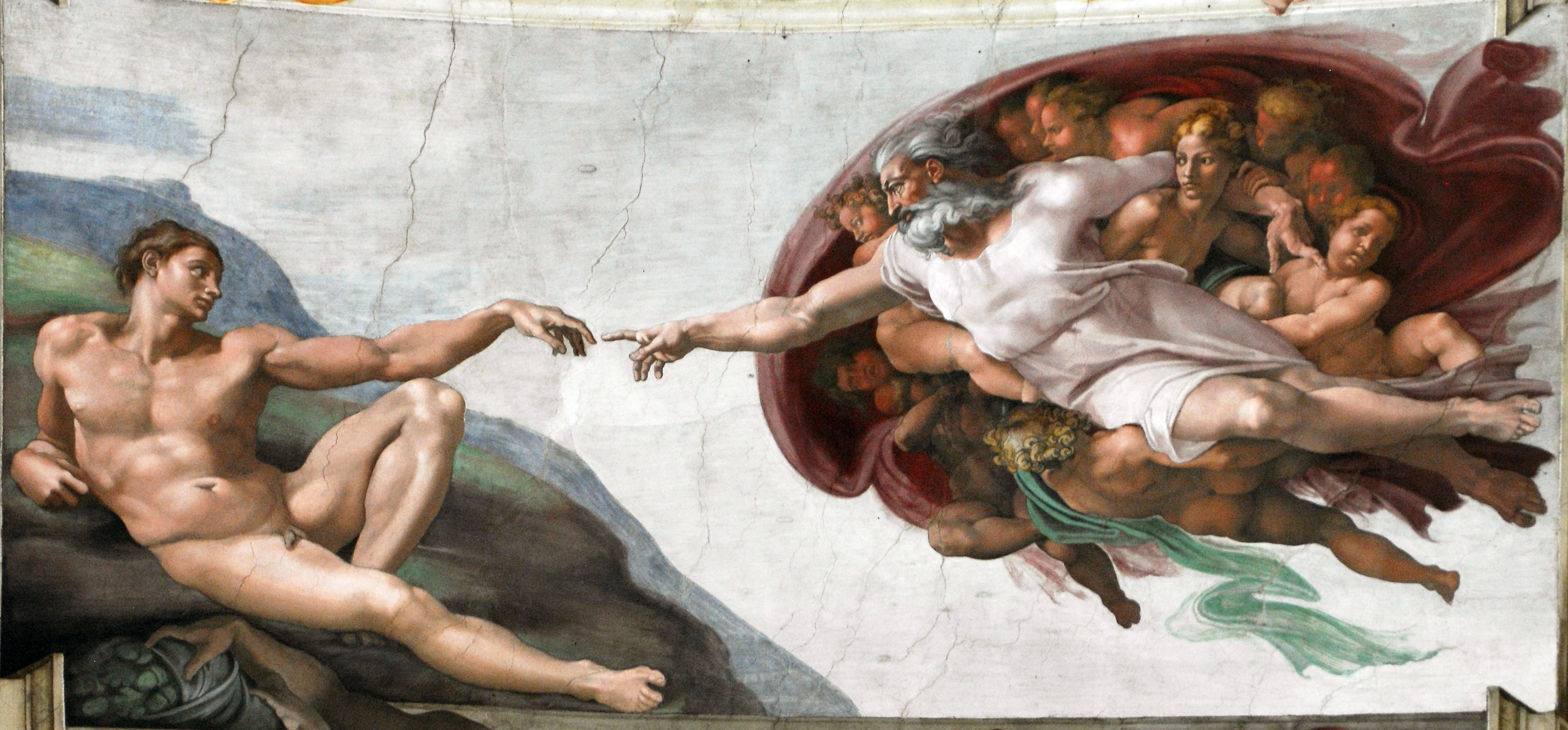
Микеланджело. Сотворение Адама, ок. 1511. Сикстинская капелла

Андроцентри́зм (от др.-греч. ἀνήρ (ἀνδρός), anḗr (andrós) — мужчина и κεντρικός, kentrikós — центральный) — глубинная культурная традиция, сводящая общечеловеческую субъективность (общечеловеческие субъективности) к единой мужской норме, репрезентируемой как универсальная объективность, в то время как иные субъективности, и прежде всего женская, репрезентируются как собственно субъективности, как отклонение от нормы, как маргиналия. Таким образом, андроцентризм — это не просто взгляд на мир с мужской точки зрения, а выдача мужских нормативных представлений и жизненных моделей за единые универсальные социальные нормы и жизненные модели. Практика размещения женской точки зрения в центре называется гиноцентризмом.

## Происхождение и употребление термина

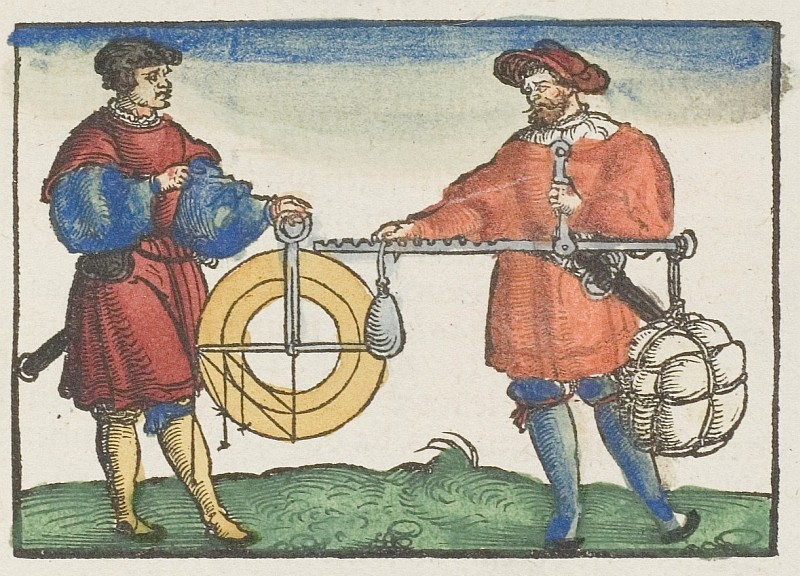
Весы. Гравюра по дереву из книги Вальтера Хермана Риффа, опубликованной Иоганном Петреусом в 1547 году. Deutsche Fotothek

Концепция андроцентризма впервые была обоснована в начале двадцатого столетия Шарлоттой Перкинс Гилман, написавшей книгу «Мир, сделанный мужчинами, или наша андроцентричная культура» (The Man-Made World: or, Our Androcentric Culture, 1911), в которой говорится: 

Всё наше мировоззрение зиждется на неизменном негласном предположении: в мужчине воплощён человеческий тип, а женщина олицетворяет собой некую дополняющую, сопровождающую и подчинённую помощницу, основная сущность которой сводится к продолжению рода. Относительно мужчины женщина всегда выполняла функцию препозиции — она всегда была при нём. Всегда считалось, что она над ним или под ним, впереди него, за ним, около него.
 Гилман продолжает свои рассуждения: 

Всё, что мы наблюдаем вокруг, с чем рождаемся и с чем вырастаем, мы считаем естественным порядком вещей — так уж устроен мир…
По мнению Гилман, то, что считается «человеческой природой» в значительной степени лишь мужская природа. В конце концов, она приходит к выводу, что «наша андроцентричная культура была и остается чрезмерно маскулинной, что никак не может быть приемлемым».
Симона де Бовуар, не прибегая к самому термину андроцентризм, разработала это понятие, используя его в теории неравенства полов. В книге «Второй пол», первоначально опубликованной во Франции в 1949 году, она утверждает, что восприятие исторически сложившихся взаимоотношений между мужчиной и женщиной как отношений по типу господство — подчинение, высокий статус — низкий статус или даже позитивное — негативное, не является самым верным. Скорее, в культурах, где господствуют мужчины, 

Мужчина воплощает как позитивные, так и нейтральные черты, что, собственно, и нашло отражение в общеупотребительном использовании существительного (man — мужчина, человек) для обозначения человеческого существа вообще. В то же время «женщина» являет собой только негативные черты и воспринимается односторонне, через призму ограничений… Как у древних существовало понятие абсолютно вертикальной линии, относительно которой измерялся угол отклонения, так и в наши времена существует свой особый «ординар» — некий абсолютно мужской человеческий тип. В женском организме имеются яичники, матка. Тем самым женщина становится пленницей своей непохожести, очерченной границами её природы. Часто говорят, что она думает не головой, а своими половыми железами. Мужчина позволяет себе роскошь игнорировать тот факт, что его анатомия тоже включает в себя половые железы, в том числе и яички, и что эти железы вырабатывают половые гормоны. Мужчина воспринимает своё тело в прямой и естественной связи с миром, который он постигает, с его точки зрения, объективно. В то же время женское тело он воспринимает как некий барьер, как тюрьму со всеми отягчающими последствиями. Таким образом, человечество, род людской по сути своей мужской, и потому женщина воспринимается не сама по себе, а лишь относительно мужчины; она не рассматривается как автономное, отдельное существо… Она — нечто побочное рядом с существенно важным и необходимым. Он — Субъект, он — Абсолют, она — Другая.
В 1994 году Кэтрин Маккиннон, исследующая правовые аспекты феминизма, раскрыла правовой миф гендерного нейтралитета, чего никто другой до неё не делал. Хотя она никогда не использовала термин «андроцентризм», её основные доводы были идентичны представленным в этой книге: мужчины и женщины отличаются друг от друга по многим биологическим и историческим характеристикам, что, в конечном счёте, является причиной всех аспектов женского неравенства — от ущемления в оплате труда до изнасилований.
Всё это происходит не из-за различий между мужчиной и женщиной, но в силу того, что социальный мир организован таким образом, что перспектива в нём есть только у мужчин, что о нуждах мужчин автоматически заботятся, в то время как специфически женские нужды рассматриваются или как отдельные случаи, или вообще не принимаются во внимание.
Из всех андроцентричных институтов, приведённых в списке Маккиннон и считающихся типично гендерно нейтральными, пожалуй, ни один не несет такой ответственности за отказ женщинам в праве использовать экономические и политические ресурсы США, как структура занятости. Многие американцы могут подумать, что сфера занятости гендерно нейтральна, что определённая дискриминация женщин носит незаконный характер, но на самом деле она так основательно организована в интересах работника-мужчины, имеющего жену, которая заботится о доме и детях, что различия между мужчинами и женщинами трансформировались в широчайший ущерб интересам женщин.
Биологическая и историческая роль женщины как матери не ограничивает доступ к экономическим и политическим ресурсам. Его ограничивает андроцентрический социальный мир, который институциализирует только один механизм координации оплачиваемой работы с обязанностью быть родителем: иметь дома жену, которая заботится о детях.
Американская исследовательница‑антрополог Нэнси Рис (Nancy Riec), анализируя представления о мужчинах и женщинах, подчёркивает сущность андроцентричной культуры, при которой мужчины соотносятся с обществом, а женщины — с природой. Такие взгляды находят своё отражение в языке, в художественном творчестве и даже в науке. Основное в этих взглядах — «символическое противопоставление мужчин как существ более „окультуренных“, общественных, женщинам — существам, более близким к природе. Это породило ряд двойных оппозиций, таких как: жизнь женщины мотивирована биологически, а жизнь мужчины — социально; у женщин на первом плане тело, а у мужчин — мысль; женщины руководствуются страстями и инстинктами (материнскими, воспитательными), тогда как мужчин направляет их рассудок и интеллект: место женщины — в кругу семьи, в то время как сфера мужчины — это общество, политика, бизнес».

## Гендерные стереотипы
Существует расхожее мнение, что мужчинам в большей степени, чем женщинам, присущи воля, бесстрашие, стойкость, выносливость, рациональность, отвага, логичность, воинственность, постоянство, решительность, умение трезво оценивать действительность, обобщать отдельные факты, а также что мужчины более активны, деловиты, обладают стремлением к авторитарности, склонны к работе с элементами риска. В то же время у них меньше, чем у женщин, развиты вербальные способности и интуиция.
В то же время многие склонны полагать, что такие качества приписывает мужчинам культурная традиция, и что далеко не всегда они являются характерными чертами личности мужчины. Например, интуиция может быть хорошо развита у любого человека, независимо от пола. Необходимо учитывать, что каждый мужчина имеет свой индивидуальный характер, формируемый под влиянием различных общественных и наследственных факторов.
Термин андроцентризм активно используется теоретиками гендерного подхода и феминистками для критики социального мира культуры, где характеристики мужского и женского разноплановы и разновесны, дихотомично разведены и иерархично структурированы. Ибо существующий мир культуры и мир природы осуществлён (через нарратив) от лица мужского субъекта, с точки зрения мужской перспективы, где женское понимается как «другое» и «чужое», а чаще всего вообще игнорируется. Андроцентризм современной культуры основан на универсалистском дискурсе европейской науки, позиционирующей себя гендерно нейтрально и «научно» обосновывающей гендерную нейтральность социальных институтов и структур.

## Роль мужчины в обществе
Исторически сложилось так, что в большинстве культур мужчины имели больше прав и пользовались большим авторитетом в обществе, чем женщины. Эта традиция закреплена и в предписаниях распространённых мировых религий. Во многом это вызвано тем, что для женщины в связи с рождением и воспитанием детей основные жизненные цели находились исключительно внутри семьи. В настоящее время во многих западных странах (преимущественно, в странах Европы, а также в США) наблюдается тенденция уравнивания в правах женщины и мужчины. Перемены, произошедшие в отношении к женщине в XX веке на Западе, наиболее ярко характеризуются такими процессами, как сексуальная революция и активизация феминизма как наиболее организованного проявления стремления к равноправию мужчины и женщины.

## Примеры андроцентризма
В 1948 году генеральная ассамблея ООН приняла всеобщую декларацию прав человека, в которой указывалось, что каждый человек, независимо от пола, имеет право на одни и те же свободы. Однако, доклад 1997 года о развитии человека говорит о том, что ни одно государство не преуспевает в достижении этой цели.

### В профессиональной деятельности
По самым последним статистическим данным переписи населения США, женщины зарабатывают лишь 77 % того, что зарабатывают мужчины за тот же объём работы. В дополнении к этому гендерному разрыву в оплате труда, очень редко можно встретить женщин на руководящих должностях в крупных компаниях.
Также такие традиционные женские рабочие места, как преподавание и уход за детьми, являются одними из самых низкооплачиваемых должностей.

### Ограниченная мобильность
Саудовская Аравия ранее являлась наиболее ярким примером ограниченной женской мобильности: в этой стране женщинам до 2018 года не разрешалось водить автомобиль и ездить на велосипеде по дорогам общественного пользования. Строгие исламские законы в стране запрещают женщинам покидать свои дома без разрешения мужа, поскольку это потенциально может привести их к контакту с незнакомыми мужчинами.
В ряде других стран у женщин также имеются ограничения на выезд из государства, причём даже женщины в развитых странах могут пожаловаться на ограниченную подвижность. Несмотря на то, что у этих женщин есть законное право сесть за руль или лететь на самолёте, они сами предпочитают не выходить из дома вечером из-за опасности изнасилования или нападения.

### Ограниченное право на собственность
В некоторых странах, таких как Лесото, женщины не имеют прав на владение землей. Во всех документах фигурируют только мужские имена, будь то отец или муж женщины. Если один из этих мужчин умирает, то у женщины нет никаких юридических прав на землю, на которой она жила и работала всю жизнь. Часто вдовы остаются без крова, поскольку семьи их умерших мужей выгоняют их из своих домов. Поэтому многие женщины были в «опасных» браках, потому что они могли потерять жильё.
Такие ограничения прав особенно остро чувствуются в сельской местности, где основной и доминирующий вид деятельности — это сельское хозяйство. Женщины могли провести всю свою жизнь, возделывая и собирая культуры только за право жить на этой земле, которое они теряли, как и социальную защиту, если отец или муж умирал или уходил.

### Участие в политической жизни
Несмотря на то, что женщины составляют половину населения земного шара, они занимают лишь 15,6 % мест в парламентах всего мира. Отсутствие женщин прослеживается на всех уровнях власти — местном, региональном и национальном. Исследования, которые изучали женщин на руководящих должностях в Боливии, Камеруне и Малайзии, обнаружили, что когда женщины могли принимать участие в формировании приоритетных статей расходов, они были более склонны инвестировать средства в семью, общественные ресурсы, здравоохранение, образование и искоренение бедности, чем мужчины, которые чаще инвестируют в военную промышленность. Некоторые страны экспериментировали с системой квот для увеличения количества женщин в политике, хотя эти системы часто критикуют женщин в политике просто потому, что они женщины, независимо от их квалификации.

### Доступ к образованию
Большинство детей, которые сейчас не ходят в школу, девочки. Причём две трети неграмотных людей в мире также женщины. Когда речь заходит о женском образовании, то его не всегда можно получить, поскольку в развивающихся странах девочек часто забирают из школы для того, чтобы они помогали заниматься домашними делами, их также могут забрать из школы отцы, если посчитают, что пришло время отдавать их замуж, или же в семье слишком мало денег для обучения двоих детей и поэтому предпочтение отдаётся мальчику.
Этот разрыв в уровне образования становится ещё более удручающим, когда проведённые исследования говорят о том, что образование девочек является ключевым фактором в вопросах ликвидации нищеты и содействия личностного развития. Девушки, которые оканчивают школу, с меньшей вероятностью вступят в брак в раннем возрасте, более вероятно обретут семью с меньшим количеством детей, а также будут более здоровыми. Эти женщины также зарабатывают больше и инвестируют в свои семьи, обеспечивая, таким образом, своим дочерям возможность получить образование.

### Телевидение и кинематограф
Мужчины являются режиссёрами, сценаристами и продюсерами подавляющего большинства кинокартин. Это может привести к андроцентричной предвзятости, так как большинство фильмов соотносится с мужским видением мира. Согласно цифрам, из 250 самых кассовых фильмов, 82 % были экранизациями книг, написанных мужчинами, и только 6 % фильмов сняли режиссёры женского пола. 70 % всех обзоров на кинокартины написаны мужчинами. Таким образом, количество мужчин превосходит количество женщин не только на экране, но и в случае с написанием обзоров.
В исследованиях 2009 года, проведённых институтом Джины Дэвис, было проанализировано 122 фильма для детей (выпущенных в период с 2006 по 2009). Исследования показали, что количество представителей мужского пола превышает количество женщин как на съёмочной площадке, так и на экране. Результаты исследования выявили, что 93 % режиссёров, 87 % писателей и 80 % продюсеров были мужчинами. Таким образом, андроцентричное видение мира доминировало в большинстве фильмов. В отчётах исследования утверждается, что мужское доминирование основано на мужской предвзятости (андроцентричной предвзятости) в сюжетных линиях кинокартин. Большинство персонажей, выражающих своё мнение, также мужского пола, в то время как у женских персонажей оценивается только внешность, молодость и сексуальность.

### Искусство
Во все времена образ мужчины выступал в качестве героического персонажа, как объект для запечатления в изобразительных искусствах. В истории и теории искусств в полной мере воспроизводятся устойчивые образы мужчины как художника-творца и женщины как объекта поклонения.

## Андроцентризм языка
В феминистской критике языка отмечается неравномерная представленность в языке лиц разного гендера — гендерная асимметрия в языке. Язык играет особую роль в воспроизводстве андроцентризма, так как языковая картина мира фиксирует и воспроизводит (называет) мир с мужской точки зрения. Выделяются следующие признаки андроцентризма:
1. Отождествление понятий человек и мужчина. Во многих индоевропейских языках они обозначаются одним словом: ἀνήρ (anḗr) в древнегреческом, man в английском, homme во французском, Mann в немецком.
2. Имена существительные женского рода являются, как правило, производными от мужских, а не наоборот. Им часто сопутствует негативная оценочность. Применение мужского обозначения к референту-женщине допустимо и повышает её статус. Наоборот, номинация мужчины женским обозначением несёт в себе негативную оценку.
3. Существительные мужского рода могут употребляться неспецифицированно, то есть для обозначения лиц любого пола. Действует механизм «включённости» в грамматический мужской род. Язык предпочитает мужские формы для обозначения лиц любого пола или группы лиц разного пола. Так, если имеются в виду учителя и учительницы, достаточно сказать «учителя».
4. Согласование на синтаксическом уровне происходит по форме грамматического рода соответствующей части речи, а не по реальному полу референта.
5. Фемининность и маскулинность разграничены резко и противопоставлены друг другу, в качественном (положительная и отрицательная оценка) и в количественном (доминирование мужского как общечеловеческого) отношении, что ведёт к образованию гендерных асимметрий.

Андроцентризм языка связан с тем, что язык отражает социальную и культурную специфику общества, в том числе и мужское доминирование, большую ценность мужчины и ограниченную частной сферой деятельность женщины.
В философии Жака Деррида преимущество маскулинности над феминностью в языке названо фаллогоцентризмом (от др.-греч. φαλλός — «фаллос» и логоцентризм, от λόγος — «слово», «речь»).

## Спорт
Достаточно большая достоверная разница в пользу лиц мужского пола установлена в отношении соматических признаков, функциональных возможностей и показателей кондиционных способностей (прежде всего силовых, скоростных, выносливости). Причём эти отличия наблюдаются уже с ранних лет занятий спортом (8—10 лет), несколько затухают в фазе полового созревания (12—14 лет) и снова возрастают к этапу спортивного мастерства. Преимущество мужчин в этих характеристиках иногда достигает 10—20 % и более.
Ярким показателем андроцентризма и «гендерной слепоты» в сфере физической культуры и спорта является в настоящее время поиск равных для женщин возможностей участия в олимпийском движении. Сложность состоит в том, что женщины имеют минимальное представительство в официальных органах спортивных организаций, обладающих правом принятия решения. Национальные олимпийские комитеты (НОКи), под контролем которых находятся олимпийские виды спорта в отдельных странах; международные спортивные федерации (МСФ), обладающие монопольным правом представления олимпийских видов спорта; сам Международный олимпийский комитет, который принимает окончательное решение о включении видов спорта в программу Олимпийских игр, являются организациями, абсолютное большинство членов которых составляют мужчины.
Основанием для доминирования мужчин в МОКе в первую очередь является то, что МОК пополняется представителями национальных олимпийских комитетов, где статус женщин весьма низок. Кроме того, на количество женщин в МОКе влияло отсутствие возрастного ценза для его членов (которые не покидали своих постов и в очень преклонном возрасте). В настоящий момент увеличение количества женщин в МОКе происходит благодаря введению новых НОКов в члены МОК, представителями которых являются женщины. Хотя МОК в настоящий момент и продолжает быть достаточно элитарной организацией, его стремление к демократизации проявляется в том, что он стал более отзывчив к мнению широких масс, и, в частности, к предложениям относительно уничтожения гендерных разногласий.

## Андроцентризм по странам

### Россия
Современная практика России такова: женщины составляют 53 % от всех жителей, но в Государственной Думе созыва 1999 года депутатов-женщин всего 7 %. Женщины наравне с мужчинами работали в советские годы на производстве и в других сферах народного хозяйства, однако в результате приватизации они оказались отчуждены от передела бывшей государственной собственности и крупного бизнеса, среди крупных предпринимателей лишь 3 % — женщины. Женщины составляют более половины (56 %) лиц с высшим образованием, однако их доходы в целом, по данным независимых исследований, составляют чуть более 40 % доходов мужчин: их значительно меньше среди руководителей всех уровней, в том числе и руководителей в сфере искусства и науки. На рынке труда сохраняется вертикальная и горизонтальная сегрегация с преобладанием женщин в низкооплачиваемых бюджетных секторах, на низкооплачиваемых не руководящих работах, разрыв в оплате труда составляет 36 %.
Среди учащихся высших учебных заведений около 60 % женщин, однако, отдача от образования у них ниже; в два раза больше мужчин занято в условиях, не отвечающих санитарно-гигиеническим нормам, но в два раза больше женщин на работах, связанных с напряжённостью трудового процесса.
Разрыв по полу в доступе к ресурсам устойчиво сохраняется десятилетиями, серьёзные политические и экономические изменения в России не повлияли на данную ситуацию: разрыв в оплате труда составляет 35—40 %, женщины по-прежнему больше работают и меньше имеют свободного времени (в современном обществе время становится одним из самых важных ресурсов для человека). На ведение домашнего хозяйства женщины традиционно тратят почти в два раза больше времени при гораздо меньшем разрыве в затратах рабочего времени (в 1,3 раза мужчины работают больше). А свободное время женщин в 2010 г. в среднем было на 46 минут в день меньше, чем у мужчин.